# Айхігт
Айхігт (нім. Eichigt) — громада в Німеччині, розташована в землі Саксонія. Входить до складу району Фогтланд. Складова частина об'єднання громад Ельсніц.
Площа — 32,64 км2. Населення становить 1165 ос. (станом на 31 грудня 2020).